# Платинадигадолиний
Пла̀тинадигадоли́ний — бинарное неорганическое соединение, интерметаллид
платины и гадолиния
с формулой PtGd2,
кристаллы.

## Получение
- Сплавление стехиометрических количеств чистых веществ:

{\displaystyle {\mathsf {Pt+2Gd\ {\xrightarrow {1500^{o}C}}\ Gd_{2}Pt}}}

## Физические свойства
Платинадигадолиний образует кристаллы ромбической сингонии, пространственная группа P nma, параметры ячейки a = 0,7184 нм, b = 0,4813 нм, c = 0,8854 нм, Z = 4,
структура типа силицида дикобальта Co2Si
.
Соединение образуется по перитектической реакции при температуре ≈1500 °C.